# Pagophila eburnea
Il gabbiano d'avorio (Pagophila eburnea, Kaup 1774) è un uccello della famiglia dei Laridi e unico rappresentante del genere Pagophila.

## Sistematica
Pagophila eburnea non ha sottospecie, è monotipico.

## Distribuzione e habitat
Questo gabbiano vive nell'estremo nord di Europa, Asia e Nord America. In inverno si sposta a sud in Canada e Stati Uniti, e nel centro Europa fino al Mediterraneo.

## Galleria d'immagini

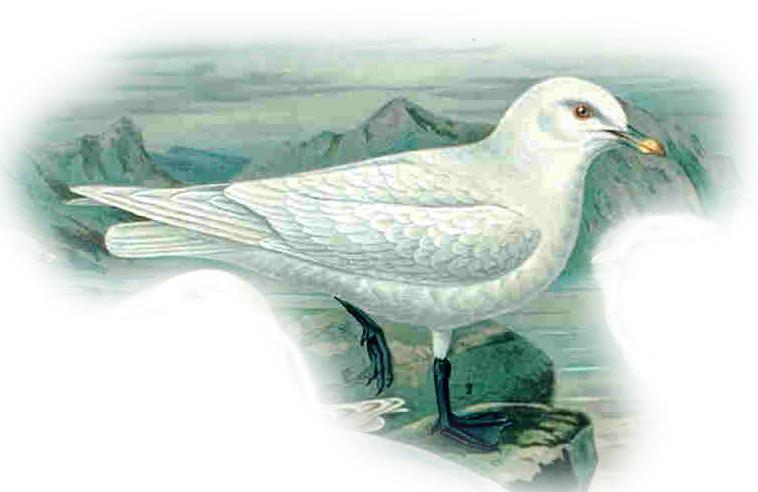